# Eichelhardt
Eichelhardt é um município localizada no distrito de Altenkirchen, na associação municipal de Verbandsgemeinde Altenkirchen, no estado da Renânia-Palatinado.

## População da Comunidade
| - 1815 – 129 - 1835 – 169 - 1871 – 262 - 1905 – 287 - 1939 – 338 | - 1950 – 415 - 1961 – 408 - 1970 – 410 - 1987 – 394 - 2005 – 482 |